# Paul David Pester
Paul David Pester (* 14. Januar 1964) ist ein britischer Bankkaufmann. Pester war von 2013 bis 2018 Vorstandsvorsitzender der TSB Bank.

## Leben
Pester ist im englischen Plymouth aufgewachsen und ging auf die Tamar High School. Er studierte später an der University of Manchester und schloss sein Studium mit einer Auszeichnung in Physik ab. Darauf erhielt er 1988 ein Doktorat (Dphil) vom Brasenose College der University of Oxford in mathematischer Physik.
2013 wurde Pester ausgewählt, um die TSB in die Lloyds Banking Group einzuführen. Im Juni 2014 berichtete die BBC, dass er in jenem Jahr inklusive Bonus mehr als 1,6 Millionen Pfund verdiente. Pester kündigte im September 2018, fünf Monate nach einer missglückten Migration von Kontodaten, die in einem neuen Datenbanksystem landeten, wodurch Millionen britische Bankkunden das Onlinebanking nicht mehr möglich war.
TSB, eine Tochtergesellschaft der viertgrößten spanischen Privatbankengruppe Sabadell, gab bekannt, dass sich der dadurch verursachte betriebswirtschaftliche Schaden auf insgesamt rund 330 Mio. GBP belief.